# Stylodactylus discissipes
Stylodactylus discissipes är en kräftdjursart som beskrevs av Charles Spence Bate 1888. Stylodactylus discissipes ingår i släktet Stylodactylus och familjen Stylodactylidae. Inga underarter finns listade i Catalogue of Life.